# Абадський сільський муніципалітет
Ляки (азерб. Ləki) — село в Агдаському районі Азербайджану.

## Географія
Село розташоване на берегах річки Кура. Місцевість навколо села дуже рівна. Висота центра села над рівнем моря 9 м, а найвища точка в околицях 29 м, знаходиться в 3,4 кілометрах на захід від села. Навколо села переважно знаходяться сільськогосподарські угіддя.
Найближча велика громада — Орта-Лякі, в 9,2 кілометрах на північний схід від села. Від села до Баку 261 км.

## Населення
У 1999 році проходив загальнодержавний перепис населення Азербайджану. У селі на той рік проживали 1716 осіб.
Населення переважно зайняте бавовництвом і шовківництвом.

## Історія
Село засноване в 1809 році.
У 1913 році, згідно з адміністративно-територіальним поділом Єлизаветпольської губернії, село віднесли до Авадского сільського суспільства Арешского повіту.
У 1926 році згідно з адміністративно-територіальним поділом Азербайджанської РСР село віднесли до Дайре Ляки Геокчайского повіту.
Після реформи адміністративного поділу та скасування повітів в 1929 році був утворений Карадеінска сільрада в Агдаському районіАзербайджанської РСР.
Згідно з адміністративним поділом у 1961 і 1977 році в село входило в Карадеінску сільраду Агдаського району Азербайджанського РСР.
У 1999 році в Азербайджані була проведена адміністративна реформа і був заснований Абадський муніципалітет Агдаського району.

## Клімат
У селі панує холодний степовий клімат. Середньорічна температура -17 °C. Найтепліший місяць — липень, а найхолодніший — січень, 2 °С. Середньорічна кількість опадів становить 452 міліметри. Найвологіший місяць — травень із середньою кількістю опадів 75 мм, а найсухіший — серпень із 7 мм опадів. Середньорічна температура повітря в селі становить +24.3 °C. У селі переважає семіаридний клімат.